# Los dueños de los ratones
Los dueños de los ratones es una cortometraje argentino dirigido por Teresa Costantini. Fue estrenada en el 1997.

## Sinopsis
Un hombre y una mujer. Un auto que se detiene. El eterno juego del gato y el ratón. La invitación, la duda. El deseo. Amantes que se buscan, se apartan, se encandilan. Se asustan, se roen, se extravían. Luego, se culpan. Se analizan. Sus voces se entrecruzan. La de ella. La de él. Un ping pong asombroso, agotador, fascinante. El runrún de la pasión recobrada. Cazada Lola, Jorge, cazado. Relato de cascabeles y de sueños con las trampas que suele tender el amor.

## Reparto
| Actor                | Personaje |
| -------------------- | --------- |
| Virginia Innocenti   | Lola      |
| Gabriel Goity        | Jorge     |
| Maia & Zoe Caffarena | Las hijas |

- Datos: Q16493956